# Lauren Graham
Lauren Helen Graham (født 16. marts 1967) er en amerikansk skuespiller, producer og romanforfatter. Hun er mest kendt for sin rolle som Lorelai Gilmore i tv-serien Gilmore Girls. For rollen som Lorelai er hun blandt andet blevet nomineret til en Golden Globe-pris.

## Tidligt liv
Graham er irsk-amerikaner, hun blev født i Honolulu, Hawaii. Hun er datter af Donna Grant, en modeopkøber, og Lawrence Graham (som hun er opkaldt efter), en lobbyist for slikindustrien og tidligere formand for slik-industri-foreningen. Hendes forældre blev skilt da hun var 5 år, og hun flyttede da til Washington, D.C., hvor hendes far blev kongresmedarbejder. Hun rejste meget med sin far under sin opvækst.
Hun opdagede skuespil da hun gik i skole og brugte sit talent på Langley High School, hvor hun deltog på dramaholdet. Hun medvirkede i flere teaterstykker i forskellige lokale teatre og andre småopsætninger. Hun blev godkendt skuespiller i 1988 efter at have medvirket i forestillinger på Barn Theatre i Augusta, Michigan i 2 år. I 1988 bestod hun Barnard College med en Bachelor of Arts i Engelsk, efter at været flyttet til Texas i 1992, hvor hun fik en Master of Fine Arts i Skuespil fra Southern Methodist University.

## Filmografi
| Film      | Film                              | Film                      | Film                            |
| År        | Film                              | Rolle                     | Notater                         |
| --------- | --------------------------------- | ------------------------- | ------------------------------- |
| 1997      | Nightwatch                        | Marie                     |                                 |
| 1998      | Confessions of a Sexist Pig       | Tracy                     | Alternativ titel: Taste of Love |
| 1998      | One True Thing'                   | Jules                     |                                 |
| 1999      | Dill Scallion                     | Kristie Sue               |                                 |
| 2001      | Sweet November                    | Angelica                  |                                 |
| 2002      | The Third Wheel                   | Woman at party            | Ikke nævnt                      |
| 2003      | Bad Santa                         | Sue                       |                                 |
| 2003      | Something More                    | -                         | Executive producer              |
| 2004      | Seeing Other People               | Claire                    |                                 |
| 2005      | Lucky 13                          | Abbey                     |                                 |
| 2005      | The Life Coach                    | Dr. Sue Pegasus           |                                 |
| 2005      | The Amateurs                      | Peggy                     | Alternativ titel: The Moguls    |
| 2005      | Elitepædagogen                    | Inspektør Claire Fletcher |                                 |
| 2005      | Gnome                             | Amanda                    |                                 |
| 2007      | Because I Said So                 | Maggie                    |                                 |
| 2007      | Du Almægtige, Evan                | Joan Baxter               |                                 |
| 2008      | Birds of America                  | Betty Tanager             |                                 |
| 2008      | Flash of Genius                   | Phyllis Kearns            |                                 |
| 2009      | The Answer Man                    | Elizabeth                 | Alternativ titel: Arlen Faber   |
| 2009      | Cloudy with a Chance of Meatballs | Fran Lockwood             | Stemme                          |
| TV-serier |                                   |                           |                                 |
| År        | Titel                             | Rolle                     | Notater                         |
| 1995-1996 | Caroline in the City              | Shelly                    | 5 episoder                      |
| 1996      | Good Company                      | Liz Gibson                | Ukendt antal episoder           |
| 1996      | Townies                           | Denise Garibaldi Callahan | Ukendt antal episoder           |
| 1996      | Mælkevejen 1.th                   | Laurie Ives               | 1 episode                       |
| 1997      | Law & Order                       | Lisa Lundquist            | 3 episoder                      |
| 1997      | Seinfeld                          | Valerie                   | 1 episode                       |
| 1997      | NewsRadio                         | Andrea                    | 5 episoder                      |
| 1998      | Conrad Bloom                      | Molly Davenport           | 1 episode                       |
| 2000      | M.Y.O.B.                          | Opal Marie Brown          | 2 episoder                      |
| 2000-2007 | Gilmore Girls                     | Lorelai Gilmore           | 153 episoder                    |
| 2001      | Chasing Destiny                   | Jessy James               | Television movie                |
| 2002      | Family Guy                        | Mother Maggie (Stemme)    | 1 episode                       |
| 2006      | Studio 60 on the Sunset Strip     | Studio 60 Host            | 2 episoder Ikke nævnt           |
| 2010      | Parenthood                        | Sarah Braverman           | ? episoder                      |